# Grup residencial El Frare Negre
El Grup residencial El Frare Negre és un conjunt d'edificis d'habitatges situat entre els carrer de Balmes, el passatge de Maluquer, passeig de Sant Gervasi, al barri de Sant Gervasi - la Bonanova de Barcelona, catalogat com a bé amb elements d'interès (categoria C).

## Història
El Frare Negre era una casa situada al sud de l'actual plaça de John F. Kennedy. El nom, en contraposició al del Frare Blanc dels dominics, prové dels jesuïtes, d'hàbit negre, que tenien una finca de gran extensió en aquest indret, composta per tres masos. Expulsats el 1767 per Carles III, el 1771 fou adquirida per Manuel de Craywinckel i Humens (1716-1772), tinent coronel dels Reials Exèrcits i capità d'infanteria de la Guàrdia Valona.
El 1889 es va aprovar el projecte d'urbanització del mestre d'obres Josep Maria Negre d'un carrer entre el passeig de Sant Gervasi i el carrer de Moragas, anomenat inicialment de Mercedes en honor a Mercedes Hurtado de Mendoza, esposa del promotor Manuel de Craywinckel i Fernández. La seva continuació fins poc més enllà del carrer de Castanyer, juntament amb el carrer de Moragas, fou encarregada per Consol de Moragas i de Quintana, marquesa de Moragas, al mestre d'obres Jaume Brossa i Mascaró, essent aprovada el 1890 amb el nom de Folgueroles, poble natal de Jacint Verdaguer, unificant-se els dos noms el 1907.
El 1936 es va aprovar la urbanització de l'illa compresa entre el passeig de Sant Gervasi i els carrers de Balmes, Folgueroles i Moragas. La construcció del conjunt de blocs d'habitatges, projectat per l'arquitecte Eusebi Bona i Puig, va quedar interrompuda per la Guerra Civil i les obres es van reprendre el 1940, finalitzant el 1955.

## Descripció
De planta baixa i 6 pisos (al xamfrà hi ha un àtic enretirat de la façana), els edificis són d'estil eclèctic amb tints academicistes. Les façanes estan revestides de pedra artificial, amb elements que li confereixen un caràcter elegant i distingit. Tenen un ritme molt marcat d'obertures quadrangulars o rectangulars, marcat per la balconada que recorre el primer pis i unes pilastres de caràcter monumental que recorren tot l'alçat i es coronen amb una senzilla cornisa. La cantonada és aixamfranada i el bloc del carrer de Balmes es va adaptant a la forma arrodonida de la plaça i segueix la línia descendent que fa el carrer.

### Jardins de Martí Luter (abans Maluquer)
A l'interior de l'illa, entre els edificis i el passatge de Maluquer, hi ha els jardins del mateix nom, en homenatge al fundador de l'Institut Nacional de Previsió, Josep Maluquer i Salvador, inaugurats el 1947. Hi destaca la doble escalinata que salva el desnivell i emmarca un petit estany amb un brollador, fet amb carreus de pedra irregular.
L'any 2011, van canviar el nom pel de Martí Luter, en honor al teòleg alemany.